# Tannkosh

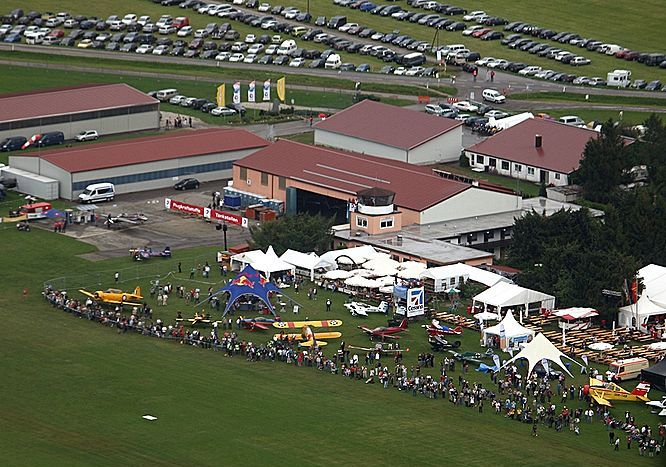
Tannkosh 2007

Tannkosh war ein von 1993 bis 2013 jährlich im Juli oder August veranstaltetes Luftfahrttreffen von Piloten für Piloten auf dem Flugplatz in Tannheim in Oberschwaben. Es war das größte Flugzeugtreffen der Allgemeinen Luftfahrt in Europa und wurde von Verena und Matthias Dolderer initiiert.

## Veranstaltung
Der Name Tannkosh ist ein Kofferwort, zusammengezogen aus Tannheim und Oshkosh, in Anspielung auf die mittlerweile legendäre siebentägige Flugshow EAA AirVenture Oshkosh in Oshkosh (Wisconsin).
Ein Veranstaltungsteilnehmer seit Jahren war die Bundeswehr mit allen Teilstreitkräften. Die Luftwaffe, vertreten durch das Lufttransportgeschwader 61 vom Fliegerhorst Landsberg/Lech bei Penzing mit einer Transall und das Heer mit mehreren Helikoptern des Transporthubschrauberregiments 25 (Oberschwaben) vom Flugplatz der Heeresflieger in Laupheim. und Marinefliegern.

## Geschichte
Das Treffen fand erstmals 1993 mit 25 Ultraleichtflugzeugen statt. 2008 war es auf 1300 Flugzeuge aus 23 Ländern gewachsen, 15.000 Besucher waren an den drei Tagen zu verzeichnen. Eine Fachausstellung mit etwa 50 Ausstellern, eine Oldtimershow, Workshops, verschiedene Flugschauen und ein musikalisches Rahmenprogramm wurden geboten. 150 freiwillige Helfer sorgten für einen unfallfreien und reibungslosen Ablauf. Tannkosh 2010 begann am Freitag, den 27. August 2010 mit dem zweimaligen Überflug eines Panavia Tornados des Jagdbombergeschwaders 32 vom Fliegerhorst Lechfeld. Am Samstag, den 28. August 2010 überflog der Airbus 380 der Lufthansa in niedrigem Flug das Gelände von Tannkosh. Am 27. August 2011 jährte sich zum 80. Mal die Wasserung der Do X auf dem Hudson River in New York. Aus diesem Anlass überflog ein Airbus A380 das Luftfahrttreffen Tannkosh, von einem Überflug des Flughafens Friedrichshafen kommend. 2012 fand kein Tannkosh statt.
Am 24. Oktober 2014 veröffentlichten die Veranstalter eine Pressemitteilung des Inhalts, dass in absehbarer Zeit kein Treffen mehr organisiert werde. Sie begründeten diesen Schritt unter anderem mit dem steigenden Unfallrisiko bei weiterem Wachstum der Teilnehmerzahl.

## Zwischenfälle
- Am 24. August 2013 kam ein Nachbau einer Udet U 12 beim Startlauf von der Bahn ab und streifte ein abgestelltes Flugzeug. Dabei wurde eine Person schwer und zwei weitere leicht verletzt.[7]